# Mussídeos
Mussídeos (Mussidae) são uma família de cnidários antozoários da subordem Faviina, ordem Scleractinia.

## Géneros
- Acanthastrea Milne-Edwards & Haime, 1848
- Acanthophyllia Wells, 1937
- Australomussa Veron, 1985
- Blastomussa Wells, 1968
- Cynarina Brueggemann, 1877
- Homophyllia Brueggemann, 1877
- Indophyllia Gerth, 1921
- Isophyllastrea Matthai, 1928
- Isophyllia Milne-Edwards & Haime, 1851
- Lobophyllia Blainville, 1830
- Mussa Oken, 1815
- Mussismilia Ortmann, 1890
- Mycetophyllia Milne-Edwards & Haime, 1848
- Scolymia Haime, 1852
- Symphyllia Milne-Edwards & Haime, 1848